# 오세트인

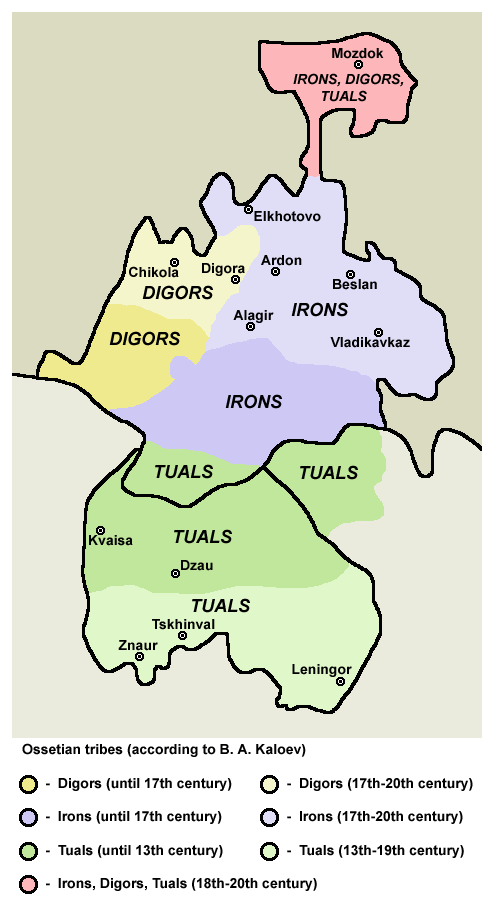

오세트인(오세트어: Осетин)은 캅카스 지방의 산악 지대에 사는 이란족계의 민족이다. 거주 지역은 주로 러시아의 북오세티야 공화국과 조지아의 남오세티야에 거주한다. 총 인구는 대략 72만 명이다.
사용 언어는 인도유럽어족의 이란어군에 속하는 오세트어를 사용한다. 주된 종교는 기독교로, 70% 이상이 러시아 정교회의 신도이지만,
오세트인들의 하위민족인 디고르인(15%)들은 이슬람교를 믿는다.
오세트인의 조상은 9세기에 사라진 고대 동유럽에서 활동한 알란족이라고 추측하는 학자들도 존재한다. 오세트인들은 중세에는 아스라고 불렸다. 민족 명칭의 오세트는, 아스인(As)을 오브스(Ovs)라고 부르고 있던 조지아인이 아스인의 거주 지역을 오브세티(Ovseti)라고 말한 것이 러시아어가 이 단어를 차용하면서 생겨난 명칭이다. 무엇보다 중세에 불렸던 아스의 이름은 사라졌고, 오세트인이 자신들을 부를 때는 오세트어에 의한 명칭인 이론(Iron) 혹은 디고르(Digor), 디고론(Digoron)이라고 부른다. 나라별 오세트인 수는 다음과 같다.

## 같이 보기
- 오세티야 요리